# Frits Fentener van Vlissingen (1933-2006)
Frederik Hendrik (Frits) Fentener van Vlissingen (Düsseldorf, 18 juli 1933 – It Heidenskip, 25 maart 2006) was een Nederlandse zakenman.
Hij was lid van de familie Fentener van Vlissingen en werd geboren als zoon van Jan Fentener van Vlissingen; hij bouwde diens Steenkolen Handels Vereeniging (SHV) verder uit, samen met zijn broer Paul.

## Carrière
Na zijn studie fysische chemie aan de TU Delft, heeft Fentener van Vlissingen tijdens zijn loopbaan verschillende topfuncties gehad in het Nederlandse bedrijfsleven. Zo was hij van 1967 tot 1975 lid en van 1975 tot 1984 voorzitter van de raad van bestuur van SHV Holdings N.V. Vervolgens werd hij in 1984 directeur van Flint Holding N.V.
Daarnaast was hij van 1974 tot 1991 lid van de raad van commissarissen van AMRO Bank en door de fusie in 1991 lid van de raad van commissarissen van ABN AMRO Bank N.V. Deze functie had hij ook van 1984 tot 2004 bij AkzoNobel N.V., en van 1984 tot zijn overlijden bij Draka N.V. Bij Unilever N.V. was hij van 1990 tot 2003 adviserend lid van de raad van bestuur.
Fentener van Vlissingen is 72 jaar geworden.

## Kapitaal
- Het gehele kapitaal van de familie Fentener van Vlissingen wordt door zakenblad Quote geschat op 9,2 miljard euro. Het vermogen van Frits Fentener van Vlissingen zelf werd in de zogeheten Quote 500 geschat op € 2 miljard.